# 이인호 (1936년)
이인호(李仁浩, 1936년 5월 19일~)는 외교관과 대학 교수를 지낸 대한민국 역사학자다. 고려대학교, 서울대학교 등에서 서양사학과 교수로 있었으며, 핀란드 대사와 러시아 대사를 역임했다. 前 KBS 이사장이다. 본관은 전의이고, 친조부는 이명세다.

## 생애
초등학교 3학년 때 광복을 맞았다. 서울대학교 사학과 3학기를 마친 후에 미국으로 유학을 갔다가 1972년에 귀국했다. 귀국 후 고려대학교에서 7년 동안 학생들을 가르치다가 서울대학교로 옮겼다.
대한민국에서는 순전히 불모지와 같았던 러시아 역사연구 분야를 개척했으며, 수많은 후학들을 육성했고, 서울대학교 러시아연구소를 만들어 초대 소장을 역임했다. 대한민국 최초의 여성 대사로서 주 핀란드 대사 및 주 러시아 대사에 봉직했으며, 그러한 공로로 2001년에는 러시아 외교아카데미 명예박사학위를 받았고, 2004년에는 〈비추미여성대상 해리상〉을 수상했다.
서울대학교 교수 시절에는 진보적 성향을 보였다. 1980년대에는 학생 운동이 치열했는데, 러시아 혁명과 인텔리겐차의 역할에 대해 강의를 해 학생들의 인기를 끌었다. 영국의 마르크스주의 계열 역사학자 에릭 홉스봄을 초청해 강연회를 열기도 했다. 역사문제연구소가 만들어질 때는 강만길, 김진균, 이만열 등 대표적인 진보 학자들과 함께 자문위원으로 참여했다. 2005년 그의 할아버지 이명세가 친일인명사전에 수록되었고, 2006년 뉴라이트 계열 단체 교과서포럼에 이름을 올리면서부터 본격적인 변신을 하였다.
2007년 '광복절' 대신 '건국절'을 제정해 기념하자는 '건국60주년기념사업준비위원회'의 공동준비위원장을 지냈고 당시 한 언론과의 인터뷰에서 백범 김구에 대해 '대한민국 체제에 반대한 사람'이라고 말했다. 2013년 ‘우 편향’, ‘친일 미화’라는 역사 왜곡 논란에 휩싸였던 '교학사 한국사 교과서'를 지지하였고, 같은 해 9월에는 '교학사 한국사 교과서'에 대해 '교육적으로 문제될 게 없다'는 기자회견을 진행하기도 했으며, '교학사 한국사 교과서'뿐 아니라 여타의 8종 한국사 교과서에 대한 검증을 주장하기도 하였다. 민족문제연구소가 근현대사 진실찾기 프로젝트로 제작한 역사 다큐 <백년전쟁>에 대해서도 부정적인 의견을 내놓았는데, 2013년 3월 청와대 원로 초청 오찬에서 박근혜 대통령에게 <백년전쟁>의 내용에 대해 '이승만·박정희 전 대통령 때 일을 많이 왜곡했다. 국가 안보 차원에서 주의깊게 살펴봐야 한다'고 말했다. 2014년 문창극은 국무총리 후보로 지명되었다가 자진 사퇴하였는데, 이인호는 자진 사퇴의 계기가 된 문창극의 교회 강연에 대해 '보고 감동받았다. 이를 반민족이라고 하면 제정신이 아니고 마녀사냥이다. 비이성적이고 양심도 없는 사람들이다'라고 말했다.
이인호의 이런 행보 때문에 2014년 8월에 이인호가 KBS 이사장 후보에 내정된 것에 대해 우려를 표하는 사람들이 있었는데, 전국언론노조, 민주언론시민연합, 단재신채호선생기념사업회, 대한민국임시정부기념사업회 등 시민단체들은 2014년 9월 4일에 국회 정론관에서 기자회견을 열고 이인호의 KBS 이사 임명에 대해 '정상인의 상식으로 도저히 납득하기 어려운 결정이다'고 비판했다. KBS 노동조합에서도 이인호가 이사장이 되는 것에 반대 의사를 표시하였다. 2014년 9월 5일, KBS 이사회는 임시 이사회를 열어 이인호를 신임 9대 KBS 이사장으로 선출했다.2015년 9월 2일 KBS 이사회는 이인호를 10대 KBS 이사장으로 재선출했다.
2018년 1월 22일 고대영 KBS사장이 해임되면서 그다음날 이사장직 사퇴선언했다.

## 학력
- 1949년 서울혜화초등학교 졸업, 서울사대부속중학교 입학
- 1952년 서울사대부속고등학교 입학[21]
- 1955년 ~ 1956년 서울대학교 사학과 3학기 수학
- 1956년 ~ 1960년 미국 웰즐리 대학교 학사
- 1960년 ~ 1962년 레드클리프 대학교 소련지역연구 석사
- 1967년 하버드대학교 서양사 박사

## 경력
- 1967년 : 미국 컬럼비아 대학교 겸임조교수
- 미국 버나드대학교 겸임조교수
- 1971년 : 미국 럿거스대학교 조교수
- 1972년 : 고려대학교 문과대학 사학과 부교수
- 1976년 ~ 1979년 : 고려대학교 문과대학 사학과 교수
- 1979년 ~ 1996년 : 서울대학교 인문대학 서양사학과 교수
- 미국 하버드 대학교 객원연구교수
- 미국 해버포드대학교 초빙교수
- 1984년 : 한국슬라브학회 회장
- 1988년 ~ 1992년 : KBS 이사회 이사
- 1989년 : 서울대학교 러시아연구소 소장
- 1991년 ~ 1994년 : 국사편찬위원회 위원
- 1994년 : 김영삼 정부 총리실 여성정책 심의위원회 위원과 교육개혁 위원회 위원
- 1995년 : 새정치국민회의 외교행정특임고문
- 1996년 ~ 1998년 : 주핀란드 대사 및 주에스토니아 공화국 대사 겸임
- 1998년 ~ 2000년 : 주러시아 대사
- 1995년 : 새천년민주당 외교행정특임고문
- 2000년 : 한국국제교류재단 이사장
- 2002년 ~ : 서울대학교 인문대학 서양사학과 명예교수
- 2004년 : 명지대학교 석좌교수
- 2007년 9월 : 카이스트 석좌교수
- 2010년 : 아산정책연구원 이사장
- 2014년 9월 ~ 2018년 1월 : KBS 이사회 이사장
- 펜앤드마이크 객원 칼럼니스트
- (사) 선농문화포럼 이사
- 2018년 5월 ~ 2022년 5월 : 국민대학교 이사
- 한반도선진화재단 고문
- 이승만대통령기념관 건립추진위원회 추진위원

## 저서
- 《지식인과 역사 의식》, 문학과지성사
- 《러시아 지성 연구사》, 지식산업사 1981년
- 《민주화의 다음단계》, 정우사, 1996
- 《대화》 기파랑, 2007

## 발언
- 1998년 7월 주러한국외교관 추방파동[22]과 관련하여 경질될 위기를 맞기도 했던 당시 이인호 주러대사는 같은해 9월 시사저널과의 인터뷰를 통해 자신을 둘러싼 '외교 능력 부재론’과 관련해 ‘그런 식의 천박한 사고가 한국 외교를 망치고 있다’고 말했다.[23]

- 2013년 3월 13일 박근혜 대통령과의 이른바 '국가원로' 12명(김시중, 남덕우, 박상증, 박영식, 백선엽, 서영훈, 안병직, 이만섭, 이배용, 이인호, 이홍구, 조순)[24] 이 참석한 오찬에서 "요즘 인터넷에 들어가 보면 ‘백년전쟁’이란 영상물이 많이 퍼져 있는데요, 젊은 사람들이 많이 보는 것 같아 걱정입니다.”“다큐멘터리 영화라는데 이승만·박정희 전 대통령 때 일을 많이 왜곡해서 다루고 있다”면서 이런 역사 왜곡도 국가안보 차원에서 주의 깊게 봐야 할 것 같다“고 말했다.[25]

- 민족문제연구소가 제작한 현대사 다큐멘터리 백년전쟁에 대해 “백년 전쟁은 역사 비판이 아닌 역사 왜곡이다."라며 “(인터넷이라는) 강력한 매체를 타고 의도적으로 왜곡된 내용이 버젓이 돌아다니고 있다”며 “이건 완전히 국가에 대한 도전행위다. 역사를 교란시키기 위한 목적이 있는 행위는 용납할 수 없다”고 말했다.[26]

- 문창극 발언논란과 관련하여 2014년 6월 19일 보수성향 종편방송인 'TV조선' 시사프로그램 '시사토크 판'에 출연해 "지금 사회 분위기는 한탄스럽고 경위 자체가 오싹하다”며 “문 후보자가 낙마해야 한다면 이 나라를 떠나야 할 때”라고 말했다.[27]

- 2014년 9월 23일 전경련 주최 ‘우리 역사 바로보기-진짜 대한민국을 말하다’ 강연에서 친일파 청산에 대해 “소련에서 내려온 지령”이었다며 “공산주의 입장에서 보면 민족주의 부르조아 세력을 약화시켜야 되는데, 친일파 청산이 내세우기 가장 좋은 명분이었기 때문”이라고 말했다.[28]

## 같이 보기
- 한국현대사학회
- 이명세